# Sant Sauvador de Cruseiras
Sant Sauvador de Crusèiras (en francès Saint-Sauveur-de-Cruzières) és un municipi francès situat al departament de l'Ardecha i a la regió d'Alvèrnia-Roine-Alps. L'any 2007 tenia 533 habitants.

## Demografia

### Població
El 2007 la població de fet de Sant Sauvador de Crusèiras era de 533 persones. Hi havia 222 famílies de les quals 53 eren unipersonals (12 homes vivint sols i 41 dones vivint soles), 62 parelles sense fills, 78 parelles amb fills i 29 famílies monoparentals amb fills.
La població ha evolucionat segons el següent gràfic:
Habitants censats

### Habitatges
El 2007 hi havia 406 habitatges, 223 eren l'habitatge principal de la família, 157 eren segones residències i 26 estaven desocupats. 372 eren cases i 25 eren apartaments. Dels 223 habitatges principals, 175 estaven ocupats pels seus propietaris, 29 estaven llogats i ocupats pels llogaters i 20 estaven cedits a títol gratuït; 11 tenien dues cambres, 30 en tenien tres, 76 en tenien quatre i 106 en tenien cinc o més. 169 habitatges disposaven pel capbaix d'una plaça de pàrquing. A 103 habitatges hi havia un automòbil i a 109 n'hi havia dos o més.

### Piràmide de població
La piràmide de població per edats i sexe el 2009 era:
| Homes | Edats   | Dones |
| ----- | ------- | ----- |
| 0     | 95 o +  | 0     |
| 0     | 90 a 94 | 8     |
| 0     | 85 a 89 | 0     |
| 12    | 80 a 84 | 8     |
| 12    | 75 a 79 | 20    |
| 16    | 70 a 74 | 8     |
| 12    | 65 a 69 | 24    |
| 12    | 60 a 64 | 16    |
| 28    | 55 a 59 | 20    |
| 24    | 50 a 54 | 24    |
| 20    | 45 a 49 | 16    |
| 8     | 40 a 44 | 16    |
| 16    | 35 a 39 | 32    |
| 12    | 30 a 34 | 4     |
| 20    | 25 a 29 | 4     |
| 4     | 20 a 24 | 4     |
| 20    | 15 a 19 | 12    |
| 4     | 10 a 14 | 16    |
| 12    | 5 a 9   | 20    |
| 8     | 0 a 4   | 0     |

## Economia
El 2007 la població en edat de treballar era de 342 persones, 244 eren actives i 98 eren inactives. De les 244 persones actives 202 estaven ocupades (113 homes i 89 dones) i 42 estaven aturades (14 homes i 28 dones). De les 98 persones inactives 40 estaven jubilades, 25 estaven estudiant i 33 estaven classificades com a «altres inactius».

### Ingressos
El 2009 a Sant Sauvador de Crusèiras hi havia 216 unitats fiscals que integraven 471 persones, la mediana anual d'ingressos fiscals per persona era de 15.077 €.

### Activitats econòmiques
Dels 21 establiments que hi havia el 2007, 3 eren d'empreses alimentàries, 2 d'empreses de fabricació d'altres productes industrials, 3 d'empreses de construcció, 3 d'empreses de comerç i reparació d'automòbils, 1 d'una empresa de transport, 5 d'empreses d'hostatgeria i restauració, 1 d'una empresa immobiliària i 3 d'empreses de serveis.
Dels 7 establiments de servei als particulars que hi havia el 2009, 3 eren paletes, 3 restaurants i 1 agència immobiliària.
L'únic establiment comercial que hi havia el 2009 era una fleca.
L'any 2000 a Sant Sauvador de Crusèiras hi havia 46 explotacions agrícoles que ocupaven un total de 1.012 hectàrees.

## Equipaments sanitaris i escolars
El 2009 hi havia 2 escoles elementals.

## Poblacions més properes
El següent diagrama mostra les poblacions més properes.